# 凯利·威利
凯利·威利（英語：Kelly Willie，1982年9月7日—），美国男子田径运动员，主攻短跑。他曾代表美国参加2004年夏季奥林匹克运动会田径比赛，获得男子4×400米接力金牌。